# NetApp FAS
NetApp FAS又稱ONTAP、AFF、ASA、FAS，是NetApp公司推出的一种运行ONTAP操作系统的计算机存储产品。其中带有HDD或固态硬盘的存儲產品被称为混合型Fabric-Attached Storage（简称FAS）。只使用SSD的存儲產品被稱為称为ALL-Flash FAS（简称AFF）。